# Esteban Solari
Esteban Andrés Solari Poggio (Rosario, Santa Fe, Argentina, 2 de junio de 1980) es un exfutbolista y entrenador argentino. Actualmente sin club.
Como futbolista, se desempeñó en la posición de delantero.

## Vida personal
Es hermano de los también futbolistas Santiago Solari, David Solari y de la actriz Liz Solari e hijo de Eduardo Miguel Solari.

## Trayectoria

#### Como jugador
En 2001 llegó a Estudiantes (LP) para jugar el Torneo Clausura, luego pasó 6 meses por Defensa y Justicia. Jugó también para Argentinos Juniors en la temporada 2001-02 y en la 2002-03 en Gimnasia y Esgrima de Concepción del Uruguay.
En temporada 2003-04 jugó para el club italiano Chioggia. La temporada 2004-05 fichó para el club de Primera División de la liga belga Lierse. En 2005-2006 firmó dos años para el Apoel Nicosia, ganando el primer año la Copa de Chipre y el segundo año el campeonato y los títulos de máximo goleador y MVP (mejor jugador de la liga).
En junio de 2007 fue vendido al Club Universidad Nacional de México (PUMAS), firmando por tres temporadas. El primer año acabó como goleador del equipo consiguiendo 25 goles en 40 partidos, además de llegar a la final del campeonato.
Fue vendido al Almería de España por 4.000.000€. Hizo su debut en La Liga el 31 de agosto en la victoria de visitante por 3-1 contra el Athletic Club de Bilbao. Defendió la camiseta del club durante dos temporadas.
El 2 de junio de 2010 regresó a Apoel Nicosia de Chipre, con un contrato por tres años. Inmediatamente tuvo un gran impacto al marcar cuatro goles en seis apariciones en la UEFA Europa League. Luego de salir campeón el primer año, clasificaron a la Champions League, donde lograron el hito histórico de alcanzar los cuartos de final de esa competición. Solari jugó regularmente en los partidos de esa competición y le convirtió un gol de penal al Real Madrid en el Estadio Santiago Bernabéu en una derrota 5-2.
En enero de 2013 fichó para el Apollon Limassol por seis meses, consiguiendo ganar la Copa de Chipre.
En la temporada 2013-2014 firma con el Skoda Xanthi FC de Grecia, donde logra anotar 17 goles y convertirse en el máximo goleador de la Superliga Griega. En junio de 2014 firma para el Dalian Aerbin F.C. de la Superliga China.
El 1 de febrero de 2015 firmó con el Ergotelis FC de la Superliga griega.
En julio de 2015 llegó a Ecuador para reforzar a Deportivo Cuenca. En enero del 2016 llegó al Club Sociedad Deportiva Aucas, donde pone punto final a su larga carrera luego de anotar 10 goles en 20 partidos en el campeonato y participar de la Copa Sudamericana.

#### Como entrenador
Luego de concluir su carrera como jugador profesional, en 2017 comenzó a trabajar como entrenador en las divisiones juveniles de AFA de Rosario Central. Fue Director Técnico de la sexta división (sub-17) y la cuarta división (sub-20) durante el 2018; año en el cual también trabajo en la Secretaría Técnica del primer equipo.
En diciembre de 2018 fue convocado por Fernando Batista para trabajar como segundo entrenador de la Selección Argentina Sub-20 y Sub-23. En 2019 fueron subcampeones del Torneo Sudamericano sub-20 de Chile y participaron del Mundial sub-20 de Polonia. En julio se consagraron campeones del Torneo Panamericano de Lima con la sub-23. 
En agosto de 2019 debutó como entrenador principal de la selección argentina sub-19 en el Torneo internacional de Alcudia en España. En enero de 2020 disputaron el Torneo Preolímpico Sudamericano Sub-23, donde lograron el título. En julio de 2021 participaron en los Juegos Olímpicos de Tokio.
En diciembre de 2022, fue anunciado como nuevo entrenador principal en Johor Darul Ta’zim en reemplazo de Héctor Bidoglio, donde a lo largo de la temporada 2023 fue campeón de las 4 competencias locales disputadas (Superliga, Malaysian Cup, FA Cup y Charity Cup).  En diciembre de 2023 se anuncia su salida del cuadro malayo debido a una reducción presupuestaria.
El 9 de marzo de 2024 es anunciado como el nuevo entrenador de Everton de la Primera División de Chile. Asumió el bando del equipo viñamarino tras quedar eliminado de la Copa Sudamericana 2024, debutando con una victoria ante Ñublense. Pese a algunas malas rachas que lo tuvieron peligrando en su puesto, terminó logrando la clasificación a Copa Sudamericana 2025, tras empatar en la última fecha ante Universidad de Chile, en una temporada donde logró 14 triunfos, 6 empates y 9 derrotas. Sin embargo, el entrenador no mantuvo una buena relación con la hinchada ruletera, que durante algunos partidos pidió por su salida a través de cánticos. Terminado el campeonato, junto al club decidieron finalizar su vínculo.
El 14 de febrero de 2025, fue anunciado como el nuevo entrenador de Godoy Cruz de la Primera División de Argentina, en reemplazo de Ernesto Pedernera. Bajo su mandato, el equipo quedó eliminado de la Copa Argentina 2025 ante Excursionistas en abril y no logró clasificar a los playoffs del Torneo Apertura;mientras que en competencia internacional, clasificó a octavos de final de la  Copa Sudamericana alcanzando la mejor campaña internacional de la historia del club. Sin embargo, el 8 de agosto, se anunció su salida del club luego de una serie de malos resultados.

## Clubes

### Como jugador
| Equipo             | País      | Período   |
| ------------------ | --------- | --------- |
| Estudiantes (LP)   | Argentina | 2001      |
| Defensa y Justicia | Argentina | 2001-2002 |
| Argentinos Juniors | Argentina | 2002      |
| Gimnasia (CdU)     | Argentina | 2003      |
| Chioggia           | Italia    | 2003-2004 |
| Lierse             | Bélgica   | 2004-2005 |
| APOEL Nicosia      | Chipre    | 2005-2007 |
| UNAM               | México    | 2007-2008 |
| U.D. Almería       | España    | 2008-2010 |
| APOEL Nicosia      | Chipre    | 2010-2013 |
| Apollon Limassol   | Chipre    | 2013      |
| Skoda Xanthi       | Grecia    | 2013-2014 |
| Dalian Yifang      | China     | 2014      |
| Ergotelis          | Grecia    | 2015      |
| Deportivo Cuenca   | Ecuador   | 2015      |
| Aucas              | Ecuador   | 2016      |

### Como ayudante técnico
| Equipo           | País      | Período   |
| ---------------- | --------- | --------- |
| Argentina Sub-19 | Argentina | 2018      |
| Argentina Sub-20 | Argentina | 2019-2020 |
| Argentina Sub-23 | Argentina | 2021-2022 |

### Como entrenador
| Equipo                     | Div.                | Temporada           | Liga | Liga | Liga | Liga | Liga |    | Copa | Copa | Copa | Copa |   | Internacional | Internacional | Internacional | Internacional | Internacional |   | Otros | Otros | Otros | Otros |    | Totales     | Totales | Totales | Totales | Totales | Totales | Totales | Totales | Totales |
| Equipo                     | Div.                | Temporada           | PD   | G    | E    | P    | Pos. | PD | G    | E    | P    | PD   | G | E             | P             | Pos.          | PD            | G             | E | P     | PD    | G     | E     | P  | Rendimiento | GF      | GC      | Dif.    |         |         |         |         |         |
| -------------------------- | ------------------- | ------------------- | ---- | ---- | ---- | ---- | ---- | -- | ---- | ---- | ---- | ---- | - | ------------- | ------------- | ------------- | ------------- | ------------- | - | ----- | ----- | ----- | ----- | -- | ----------- | ------- | ------- | ------- | ------- | ------- | ------- | ------- | ------- |
| Johor Darul Ta'zim Malasia | 1.ª                 | 2023                | 26   | 25   | 1    | 0    | 1.º  | 11 | 11   | 0    | 0    | 6    | 3 | 0             | 3             | FG            | 1             | 1             | 0 | 0     | 44    | 40    | 1     | 3  | 91.67%      | 164     | 25      | +139    |         |         |         |         |         |
| Johor Darul Ta'zim Malasia | Total               | Total               | 26   | 25   | 1    | 0    | -    | 11 | 11   | 0    | 0    | 6    | 3 | 0             | 3             | -             | 1             | 1             | 0 | 0     | 44    | 40    | 1     | 3  | 91.67%      | 164     | 25      | +139    |         |         |         |         |         |
| Everton · Chile            | 1.ª                 | 2024                | 27   | 11   | 8    | 8    | 7.º  | 5  | 3    | 0    | 2    | -    | - | -             | -             | -             | -             | -             | - | -     | 32    | 14    | 8     | 10 | 52.08%      | 49      | 42      | +7      |         |         |         |         |         |
| Everton · Chile            | Total               | Total               | 27   | 11   | 8    | 8    | -    | 5  | 3    | 0    | 2    | -    | - | -             | -             | -             | -             | -             | - | -     | 32    | 14    | 8     | 10 | 52.08%      | 49      | 42      | +7      |         |         |         |         |         |
| Godoy Cruz Argentina       | 1.ª                 | 2025-A              | 11   | 2    | 6    | 3    | 9.º  | 1  | 0    | 0    | 1    | 6    | 3 | 3             | 0             | Inc.          | -             | -             | - | -     | 18    | 5     | 9     | 4  | 44.45%      | 18      | 19      | -1      |         |         |         |         |         |
| Godoy Cruz Argentina       | 1.ª                 | 2025-C              | 4    | 0    | 3    | 1    | Inc. | -  | -    | -    | -    | -    | - | -             | -             | -             | -             | -             | - | -     | 4     | 0     | 3     | 1  | 25%         | 2       | 3       | -1      |         |         |         |         |         |
| Godoy Cruz Argentina       | Total               | Total               | 15   | 2    | 9    | 4    | -    | 1  | 0    | 0    | 1    | 6    | 3 | 3             | 0             | -             | -             | -             | - | -     | 22    | 5     | 12    | 5  | 40.91%      | 20      | 22      | -2      |         |         |         |         |         |
| Total en su carrera        | Total en su carrera | Total en su carrera | 64   | 38   | 16   | 10   | -    | 17 | 14   | 0    | 3    | 13   | 6 | 3             | 4             | -             | 1             | 1             | 0 | 0     | 98    | 59    | 21    | 18 | 67.34%      | 233     | 89      | +144    |         |         |         |         |         |
| 1. 2. 3.                   |                     |                     |      |      |      |      |      |    |      |      |      |      |   |               |               |               |               |               |   |       |       |       |       |    |             |         |         |         |         |         |         |         |         |

#### Resumen estadístico
| Competición                   | Partidos | Ganados | Empatados | Perdidos | %      |
| ----------------------------- | -------- | ------- | --------- | -------- | ------ |
| Superliga de Malasia          | 26       | 25      | 1         | 0        | 97.43% |
| Copa de Malasia               | 4        | 4       | 0         | 0        | 100%   |
| Copa FA Malasia               | 7        | 7       | 0         | 0        | 100%   |
| Malasia Charity Shield        | 1        | 1       | 0         | 0        | 100%   |
| Primera División de Chile     | 27       | 11      | 8         | 8        | 50.62% |
| Copa Chile                    | 5        | 3       | 0         | 2        | 60%    |
| Primera División de Argentina | 15       | 2       | 9         | 4        | 33.33% |
| Copa Argentina                | 1        | 0       | 0         | 1        | 0%     |
| Liga de Campeones de la AFC   | 6        | 3       | 0         | 3        | 50%    |
| Copa Sudamericana             | 6        | 3       | 3         | 0        | 66.67% |
| TOTAL                         | 98       | 59      | 21        | 18       | 67.34% |

## Palmarés

### Como jugador

#### Torneos nacionales
| Título              | Club          | País   | Año  |
| ------------------- | ------------- | ------ | ---- |
| Copa de Chipre      | APOEL Nicosia | Chipre | 2006 |
| Primera División    | APOEL Nicosia | Chipre | 2007 |
| Primera División    | APOEL Nicosia | Chipre | 2011 |
| Supercopa de Chipre | APOEL Nicosia | Chipre | 2011 |

### Como ayudante técnico

#### Torneos internacionales
| Título                     | Club             | País     | Año  |
| -------------------------- | ---------------- | -------- | ---- |
| Campeonato Panamericano    | Argentina sub-23 | Perú     | 2019 |
| Campeón Torneo Preolímpico | Argentina sub-23 | Colombia | 2020 |

### Como entrenador

#### Torneos nacionales
| Título               | Club               | País    | Año  |
| -------------------- | ------------------ | ------- | ---- |
| Superliga de Malasia | Johor Darul Ta'zim | Malasia | 2023 |
| Copa de Malasia      | Johor Darul Ta'zim | Malasia | 2023 |
| Copa FA de Malasia   | Johor Darul Ta'zim | Malasia | 2023 |
| Charity Shield       | Johor Darul Ta'zim | Malasia | 2023 |

### Distinciones individuales
| Distinción                                       | Año     |
| ------------------------------------------------ | ------- |
| Máximo goleador de la Primera División de Chipre | 2006-07 |
| MVP de la Primera División de Chipre             | 2006-07 |
| Máximo goleador de la Primera División de Grecia | 2013-14 |